# SWI swissinfo.ch
SWI swissinfo.ch (также: swissinfo.ch) — это международное подразделение швейцарской общественной телерадиовещательной компании SRG SSR. Новостной и информационный портал на десяти языках базируется в городе Берн, Швейцария. Портал предоставляет информацию из Швейцарии о политике, экономике, культуре, науке, образовании и прямой демократии.

## История компании
История швейцарского иновещания имеет началась в 1935 году со швейцарской службы коротковолнового вещания SKD. Службе было поручено информировать швейцарцев за границей о том, что происходит в Швейцарии, и продвигать присутствие Швейцарии за рубежом. SKD вещала в эфире на немецком, французском, итальянском и английском языках. Позже к ней начали добавляться другие европейские языки, потом и арабский, так что в итоге SKD изменила свое название на Swiss Radio International (SRI).
К середине 1990-х годов коротковолновое вещание из Швейцарии постепенно переходило на технологию ретрансляции радиопрограмм через спутник, а в 1999 году наступила эра интернета. Портал swissinfo опубликовал свой первый сайт в режиме онлайн — swissinfo.org. В 2001 году служба была переименована в swissinfo/SRI, а в конце октября 2004 года — в swissinfo. В 2004 году радио окончательно уступило место онлайн-формату. Бренд SRI ушел в историю.
В свои лучшие времена Швейцарское международное радио транслировало программы на семи языках: английском, немецком, французском, итальянском, испанском, португальском и арабском. Периодически оно выходило в эфир даже с программами на эсперанто. Расширяя охват аудитории, портал добавил к своим рабочим языкам японский и китайский, а в мае 2012 года правительство Швейцарии постановило расширить медийное предложение swissinfo и материалами на 10-м языке — на русском. Русскоязычная редакция начала публикации онлайн в середине января 2013 года.
В марте 2005 года совет директоров SRG принял решение о сокращениях в swissinfo. Планировалось выпускать лишь сокращенный вариант контента на английском языке. swissinfo должен был войти в состав Schweizer Radio DRS (сегодня SRG SSR). На национальных языках собирались предоставлять только определённую информацию для швейцарцев за границей. Решение вызвало критическую реакцию у читателей, против него выступил комитет по иностранным делам Нацсовета. Летом 2007 года надзорный орган, Федеральное управление связи (Ofcom), и Федеральный совет решили предоставить swissinfo новый мандат, учитывающий создание отделений на девяти языках 23 января 2014 года сервис был переименован в SWI swissinfo.ch ..
Лариса Билер, ранее главный редактор Bündner Tagblatt, стала новым главным редактором в январе 2016 года. С октября 2018 года она также является директором SWI swissinfo.ch, сменив Питера Шибли на этом посту. По состоянию на 2023 год в SWI swissinfo.ch работало около 100 сотрудников из 15 стран.
В 2022 году редакция переехала с Джакометтиштрассе на Шварцторштрассе в Берне.

## Редакционный контент
Особый акцент портал SWI swissinfo.ch делает на вопросах прямой демократии (референдумы), на внешней политике Швейцарии, на научных исследованиях и инновациях, на роли транснациональных корпораций в рамках мирохозяйственных связей и на том, что происходит в Женеве Международной.
Значительную часть материалов SWI swissinfo составляет экспертный анализ важнейших международных событий со швейцарской точки зрения. Портал SWI swissinfo — это один из четырёх швейцарских информационных каналов (наряду с телеканалами 3Sat, TV5Monde и tvsvizzera), которым поручено информировать зарубежную аудиторию о событиях в Швейцарии и вокруг неё.
Публикации выходят на десяти языках (немецкий, французский, итальянский, английский, испанский, португальский, арабский, китайский, японский, русский). Начиная с мая 2022 года часть материалов публикуется также на украинском языке.

## Где найти новости SWI swissinfo.ch
Новости портала публикуются, помимо сайта, в различных социальных сетях.
С апреля 2016 года работает еженедельная и ежедневная бесплатные рассылки с самыми интересными статьями. Работают также специализированные тематические рассылки.
Обширная коллекция ссылок с информацией о всех областях жизни в Швейцарии доступна на сайте в разделе «Жизнь в Швейцарии».
В марте 2017 года портал SWI swissinfo.ch запустил новое приложение для iPhone и Android-смартфонов.